# Metanephrops challengeri
Metanephrops challengeri är en kräftdjursart som först beskrevs av Heinrich Balss 1914.  Metanephrops challengeri ingår i släktet Metanephrops och familjen humrar. IUCN kategoriserar arten globalt som livskraftig. Inga underarter finns listade i Catalogue of Life.

## Bildgalleri

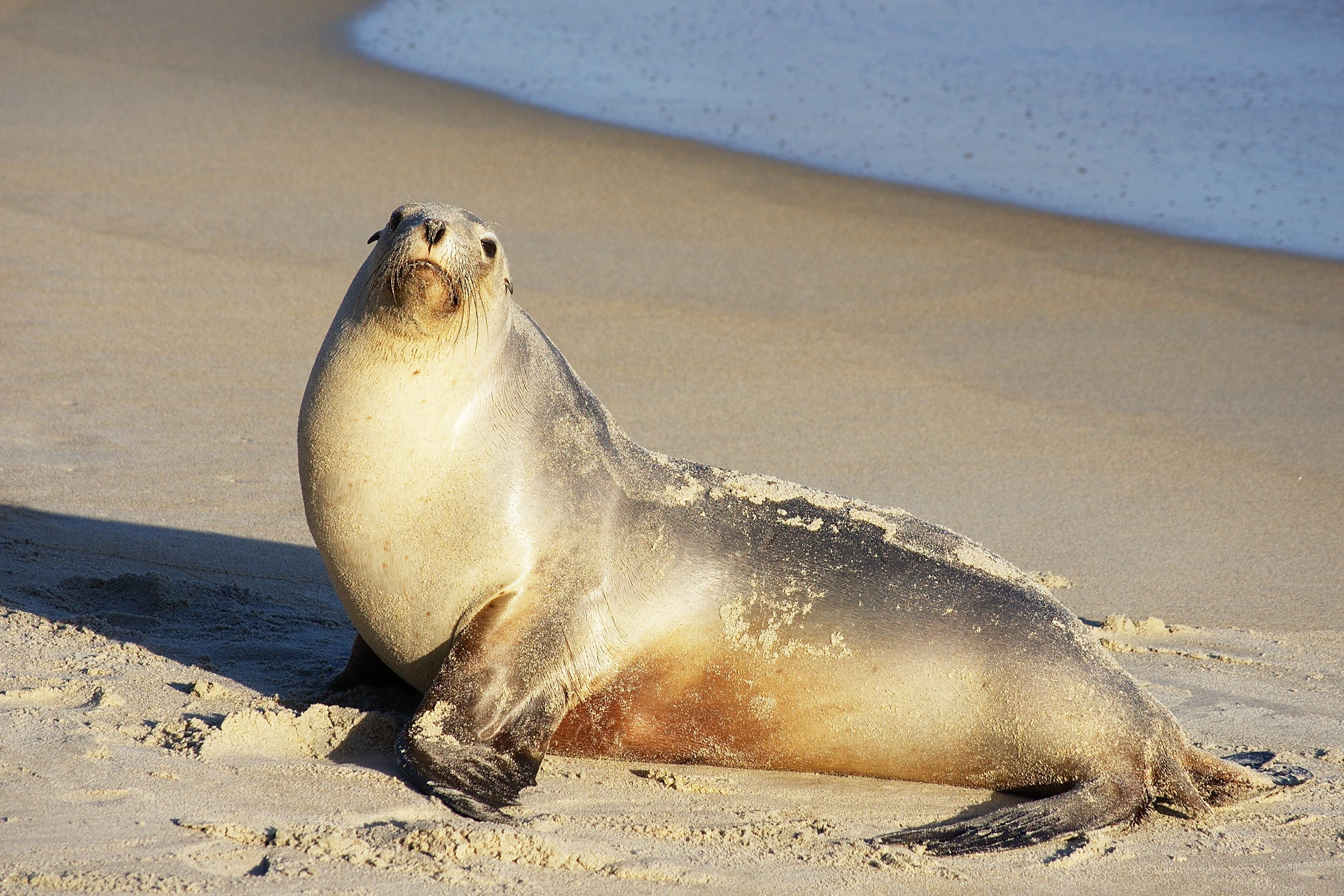